# Barbara Kent
Barbara Cloutman (Alberta, 16 de diciembre de 1907-California, 13 de octubre de 2011) más conocida por el seudónimo de Barbara Kent, fue una actriz canadiense que se destacó principalmente en el cine mudo. Fue una de las últimas sobrevivientes de aquel período cinematográfico.

## Biografía
Hija de Jullion Curtis y Lily Louise (Kent) Cloutman, nació en el pueblo de Gadsby, en la provincia canadiense de Alberta, y fue elegida Miss Hollywood Pageant (Miss Belleza de Hollywood, en español) en 1925. Realizó sus estudios secundarios en la Escuela Superior de Hollywood, recibiéndose alrededor de 1924. Sin haber incursionado en la actuación prácticamente, ni siquiera en las obras teatrales de su escuela, fue contratada por Universal Studios (fundado en 1912) para componer un pequeño rol en cine. Para ello, tomó una serie de clases de actuación. Luego se hizo reconocida como comediante, opuesta al primer actor Reginald Denny. En 1926 en Flesh and the Devil, de Clarence Brown, acompañó a la reconocida Greta Garbo (que interpretaba a una malvada vampiresa) y a John Gilbert, mientras que la trama incluía el género romántico.
En 1927, año en que rodó cuatro películas, llamó la atención en No Man´s Law donde nadó desnuda respectivamente. El hecho causó una gran controversia y venta de entradas, pero la propia actriz debió confesar que en el momento de esa escena utilizaba un traje de baño color piel. Allí también compartió cartel con el cómico Oliver Hardy, quien encarnó a un villano en esta ocasión. Su popularidad se había acrecentado tanto, que formó parte del exitoso grupo de las WAMPAS Baby Stars de 1927. En 1929 comenzaron a intercalar en las películas pequeñas transmisiones sonoras, por lo que Kent tomó clases de canto para modificar algunas dificultades en su voz. Luego, protagonizó con Harold Lloyd la comedia Welcome Danger. Este labor, junto con el que hizo en Feet First, de 1930, la consagraron definitivamente.

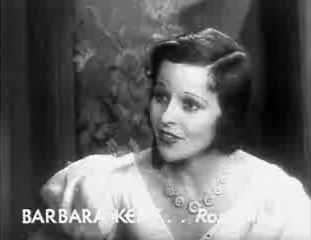
Barbara Kent en Oliver Twist (1933).

Posteriormente se lució en la adaptación de Vanity Fair (1932), con la protagonización estelar de Myrna Loy y la dirección de Chester M. Franklin. Con 78 minutos de duración, ocupó el papel de Amelia Sedley. Recibió importantes elogios de la crítica cinematográfica por Oliver Twist (1933), donde compuso a la tía materna del protagonista de la historia (con autoría de Charles Dickens). En 1932 contrajo matrimonio con el agente y productor cinematográfico Harry E. Edington, 18 años mayor que ella. A lo largo de su carrera, ha participado en 31 películas, como Prowlers of the Night (1926), The Drop Kick (1927), Night Ride (1930), Grief Street (1931), Beauty Parlor (1932), entre otras.
Tras un período de inactividad de un año, retornó al medio con Rockless Decision, con ayuda de su esposo. Sin embargo su popularidad había disminuido considerablemente y se vio obligada a cumplir otros roles más pequeños. En 1949, seis días antes de celebrar su 61° cumpleaños, murió su esposo; por lo que enviuda a los 42 años. A pesar de que se había mantenido vigente hasta 1941 por medio de audiciones, el deceso de su marido la alejó definitivamente del espectáculo.
Fue una de las últimas sobrevivientes del período mudo del cine americano y, a sus 103 años, fue considerada hasta su muerte la figura del cine más longeva, siendo precedida por Katharine Hepburn (1906-2003), Gloria Stuart (1910-2010), Miriam Seegar (1907-2011), Mary Carlisle (1914-2018) y Anita Page (1910-2008). 
Desde su retiro definitivo, se negó  rotundamente a ofrecer notas periodísticas y pocas noticias se supieron de ella. En 2004, cuando contaba con 97 años, se supo que residía en un asilo ubicado en Sun Valley, Idaho. Falleció en octubre de 2011.

## Filmografía
- Flesh and the Devil (1926)
- Prowlers of the Night (1926)
- The Lone Eagle (1927)
- No Man's Law (1927)
- The Small Bachelor (1927)
- The Drop Kick (1927)
- Modern Mothers (1928)
- Stop That Man (1928)
- That's My Daddy (1928)
- Lonesome (1928)
- Welcome Danger (1929)
- The Shakedown (1929)
- Night Ride (1930)
- Dumbbells in Ermine (1930)
- Feet First (1930)
- What Men Want (1930)
- Freighters of Destiny (1931)
- Chinatown After Dark (1931)
- Grief Street (1931)
- Indiscreet (1931)
- Self Defense (1932)
- Pride of the Legion (1932)
- No Living Witness (1932)
- Beauty Parlor (1932)
- Vanity Fair (1932)
- Marriage on Approval (1933)
- Her Forgotten Past (1933)
- Oliver Twist (1933)
- Reckless Decision (1933)
- Swellhead (1935)
- Guard That Girl (1935)